# Aleksandra Stojaković
Aleksandra Stojaković (Rijeka) je hrvatska kazališna, televizijska i filmska glumica.

## Filmografija

### Televizijske uloge
- "Zajčić za laku noć" kao pripovjedačica (2020.)
- "Novine" kao glavna tajnica stranke (2020.)
- "Provodi i sprovodi" kao Mia Iva Ćalasan (2011. – 2012.)

### Filmske uloge
- "Transmania" (2016.)
- "Zagrebačke priče Vol. 2" kao Dome (segment "Kruške") i prolaznica (segment "Na kvadrat") (2012.)
- "Kvart" kao Vedrana (2011.)

## Vanjske poveznice
- Aleksandra Stojaković u internetskoj bazi filmova IMDb-u (engl.)
- Kazalište Merlin[neaktivna poveznica] Aleksandra Stojaković